# Dale McCourt
Dale Allen McCourt (* 26. Januar 1957 in Falconbridge, Ontario) ist ein ehemaliger kanadischer Eishockeyspieler (Center) und -trainer, der von 1977 bis 1984 für die Detroit Red Wings, Buffalo Sabres und Toronto Maple Leafs in der National Hockey League spielte.

## Karriere
Schon mit 15 Jahren spielte er bei den Junioren in der OHA bei den Sudbury Wolves. Ab der folgenden Saison waren die Hamilton Red Wings sein Team. Als das Team 1974 unter dem neuen Namen Hamilton Fincups antrat, war er der Topscorer. Er erzielte zwei Spielzeiten nacheinander deutlich über 100 Punkte und führte sein Team 1976 zum Gewinn des Memorial Cup. Danach zog sein Team erneut um. Auch bei den St. Catharines Fincups war er wieder der Superstar. Beim NHL Amateur Draft 1977 war es dann auch keine Überraschung, dass die Detroit Red Wings das erste Draftrecht dafür nutzten, um ihn zu verpflichten. In der World Hockey Association sah man kaum eine Chance, diesen Spieler für die Liga zu gewinnen, und so dauerte es auch bis zur vierten Runde, bis die Indianapolis Racers das 35. Draftrecht beim WHA Amateur Draft 1977 nutzten, um sich die Rechte an McCourt zu sichern. 
Gleich zur Saison 1977/78 gab er sein NHL-Debüt. Mit 33 Toren spielte er eine sehr starke Rookiesaison. Er war bester Scorer bei den Red Wings und half mit, dass sich das Team erstmals seit 1970 wieder für die Playoffs qualifizierte. Es folgten Streitigkeiten, da die NHL festlegte, dass er als Ausgleich für die Verpflichtung des Startorwarts Rogatien Vachon an die Los Angeles Kings abgegeben werden sollte. McCourt weigerte sich zu wechseln und konnte nach langem Hin und Her bleiben. In seinen ersten vier Jahren in Detroit gelang es nur Václav Nedomanský einmal knapp, ihn als besten Scorer zu übertreffen. Im Laufe der Saison 1981/82 gaben die Red Wings ihren jungen Star an die Buffalo Sabres ab. Mit ihm gingen Mike Foligno und Brent Peterson und im Gegenzug wechselten Danny Gare, Jim Schoenfeld und Derek Smith nach Detroit. 
Seine Leistung war auch in Buffalo ordentlich, doch er konnte die Erwartungen von Trainer Scotty Bowman nicht erfüllen. Mit drei Toren in einem Playoff-Spiel der Saison 1982/83 schoss er sein Team ins Halbfinale, doch kurz nach Beginn der folgenden Saison wurde er von den Sabres entlassen. Schnell fand er mit den Toronto Maple Leafs ein neues Team.
Nach dieser Saison wechselte er nach Europa und spielte mit dem HC Ambrì-Piotta in der Schweizer Nationalliga B. Das Team schaffte den Aufstieg und McCourt blieb bis zur Saison 1991/92 bei den Schweizern in der Nationalliga A.
Zur Saison 1998/99 übernahm er die Berlin Capitals als Trainer. Zuvor war er bei den italienischen Erstligisten Asiago Hockey und HC Gherdëina tätig. Zwei Jahre war er Cheftrainer des DEL-Teams.

## Sportliche Erfolge
- Memorial Cup: 1976
- Silbermedaille bei der Junioren-Weltmeisterschaft: 1977

### Persönliche Auszeichnungen
- OMJHL First All-Star Team: 1976 und 1977
- Memorial Cup All-Star Team: 1976
- Stafford Smythe Memorial Trophy: 1976
- Junioren-WM All-Star Team: 1976 und 1977
- William Hanley Trophy: 1976 und 1977
- Red Tilson Trophy: 1977
- CHL Player of the Year: 1977